# جرزی نیمن
جرزی نیمن (انگلیسی: Jerzy Neyman؛ ۱۶ آوریل ۱۸۹۴ – ۵ اوت ۱۹۸۱) یک دانشمند در زمینه آنالیز ریاضی و آمار اهل لهستان بود. شهرت او به دلیل ایجاد مفاهیمی مانند بازه اطمینان و فرض صفر در آزمون فرض آماری است.
وی همچنین برنده جوایزی همچون کمک هزینه گوگنهایم شده است.